# Daniyar Ismayilov
Daniyar Ismayilov (n. 3 februarie 1992, Türkmenabat, Turkmenistan) este un halterofil ce a reprezentat Turkmenistan, medaliat olimpic. A participat la 2 ediții ale Jocurilor Olimpice (2012, 2016) în care a câștigat o medalie de argint.